# چاه عبدل فاریاب
چاه عبدل فاریاب، روستایی در دهستان گلاشکرد بخش مرکزی شهرستان فاریاب در استان کرمان ایران است.

## جمعیت
بر پایه سرشماری عمومی نفوس و مسکن در سال ۱۳۹۵، جمعیت این روستا برابر با ۱۹۱ نفر (۶۴ خانوار) بوده‌است.